# Франц Ламберт
Франц Ламберт (нім. Franz Lambert, нар. 11 березня 1948, Геппенгайм) — німецький композитор і органіст. За свою кар'єру він випустив понад 100 альбомів.
Його перша публічна поява відбулася 1969 року в телешоу Zum Blauen Bock, після чого він отримав свій перший контракт. Він виступав перед кількома знаменитостями, включаючи принца Чарльза і Гельмута Шмідта. 
Автор Гімну ФІФА, який вперше був зіграний на чемпіонаті світу з футболу 1994 року і досі грається перед усіма матчами під егідою ФІФА, коли команди виходять на поле.
Франц Ламберт живе зі своєю дружиною і двома дітьми в рідному Геппенгаймі.